# Еметофілія
Еметофілія — це сексуальне збудження від блювоти або спостереження за блювотою інших. Іноді його називають а блювотний фетиш, а фетиш вважається а парафілія. Деякі еметофіли практикують фетиш, коли їх партнера відригує від виступу глибокого орального сексу. Предмет або частина тіла (включаючи пальці, руку, ногу або пеніс), засунуті глибоко в горло статевого партнера, можуть викликати блювотний рефлекс і зрештою змусити їх зригувати. Це стає все більш популярною тенденцією в Росії Інтернет-порнографія за його шоковий ефект та як форма еротичного приниження чи деградації. Інші еметофіли вважають за краще зригувати себе, особливо на партнера. Або, як варіант, зригувати безпосередньо їх партнером. Цю практику іноді називають "римським душем", після загальноприйнятої віри у часте індукція блювоти на римські свята. Еметофіли також можуть одночасно мати будь-яку комбінацію цих бажань.
Бажання зригувати може бути пов’язане з бажанням, щоб домінували, в той час як бажання змусити когось іншого може випливати з бажання домінувати над партнером - див. еротичне приниження.
Деякі еметофіли сприймають акт блювоти; для них еротично заряджена послідовність «спазму, еякуляції, полегшення» при блювоті. Інших еметофілів можна збудити, бачачи, чуючи та відчуваючи запах, що відригує інших.
Це не слід плутати, хоча багато в чому це може бути пов'язано з подібними поведінковими показниками, нервова булімія.